# الامیناس، پانگاسینان
الامیناس، پانگاسینان (به لاتین: Alaminos, Pangasinan) یک منطقهٔ مسکونی در فیلیپین است که در پانگاسینان واقع شده‌است.

## خصوصیات
الامیناس ۱۶۴٫۲۶ کیلومترمربع مساحت و ۸۵٬۰۲۵ نفر جمعیت دارد.

## نگارخانه

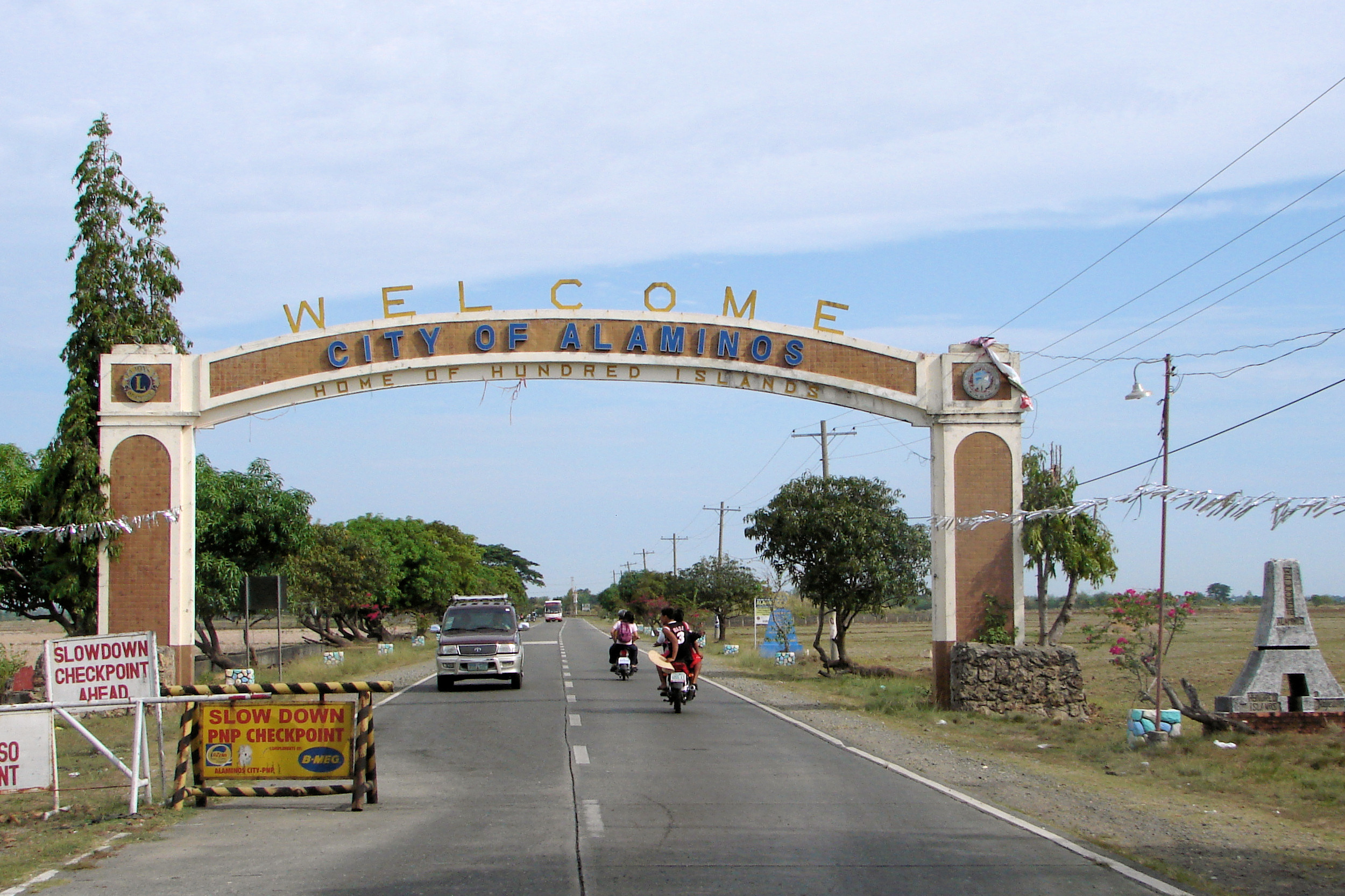
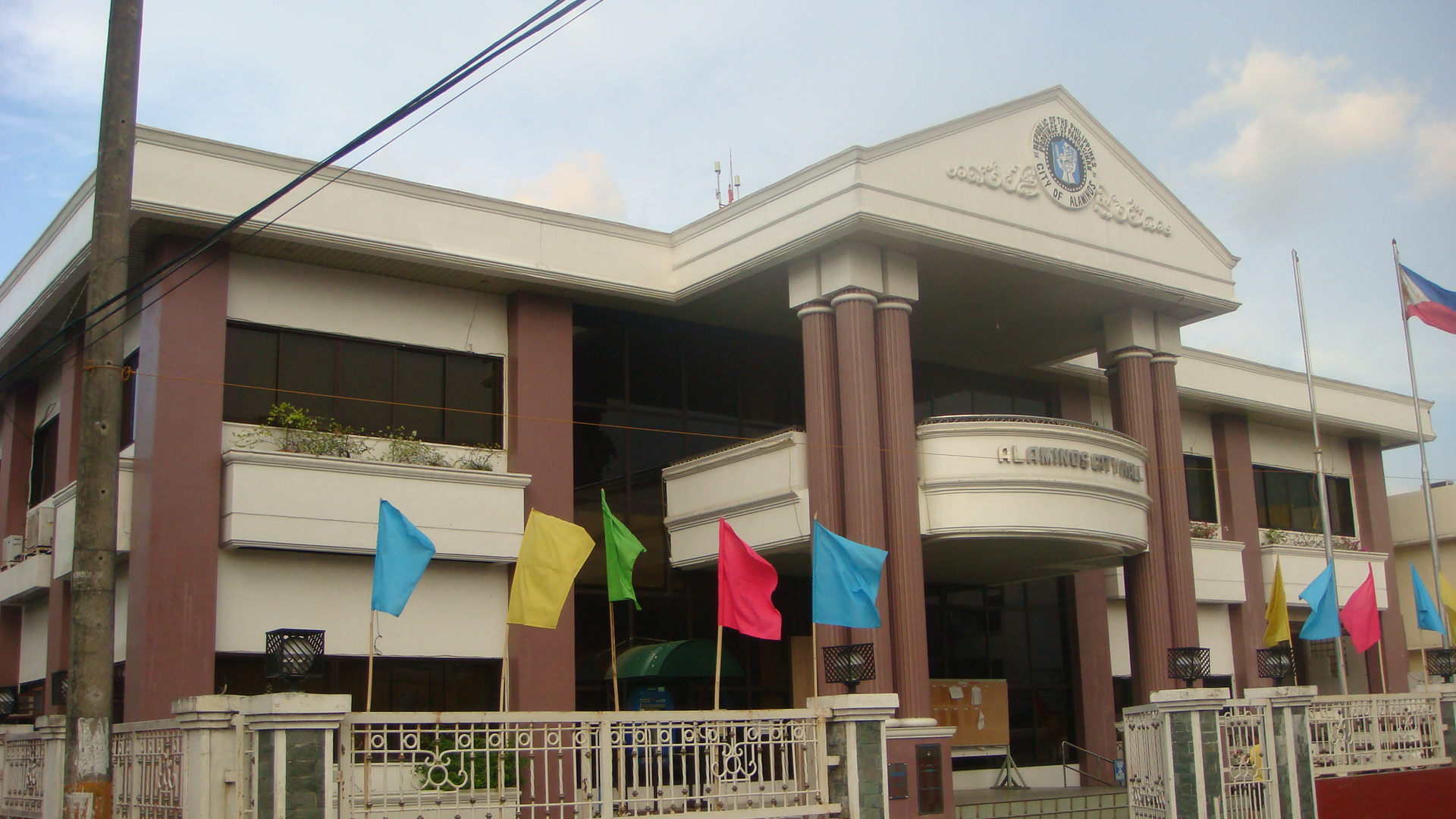
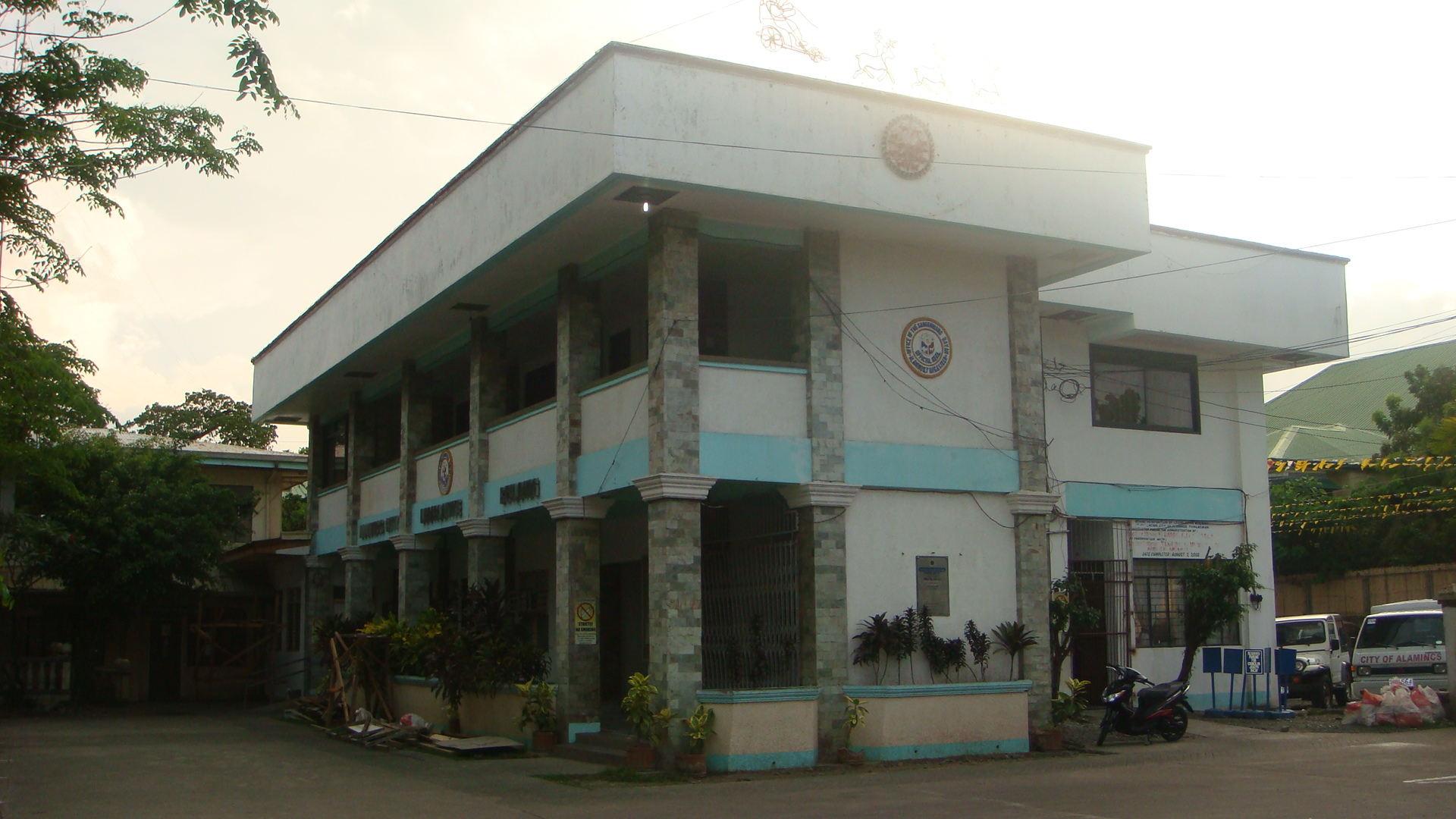
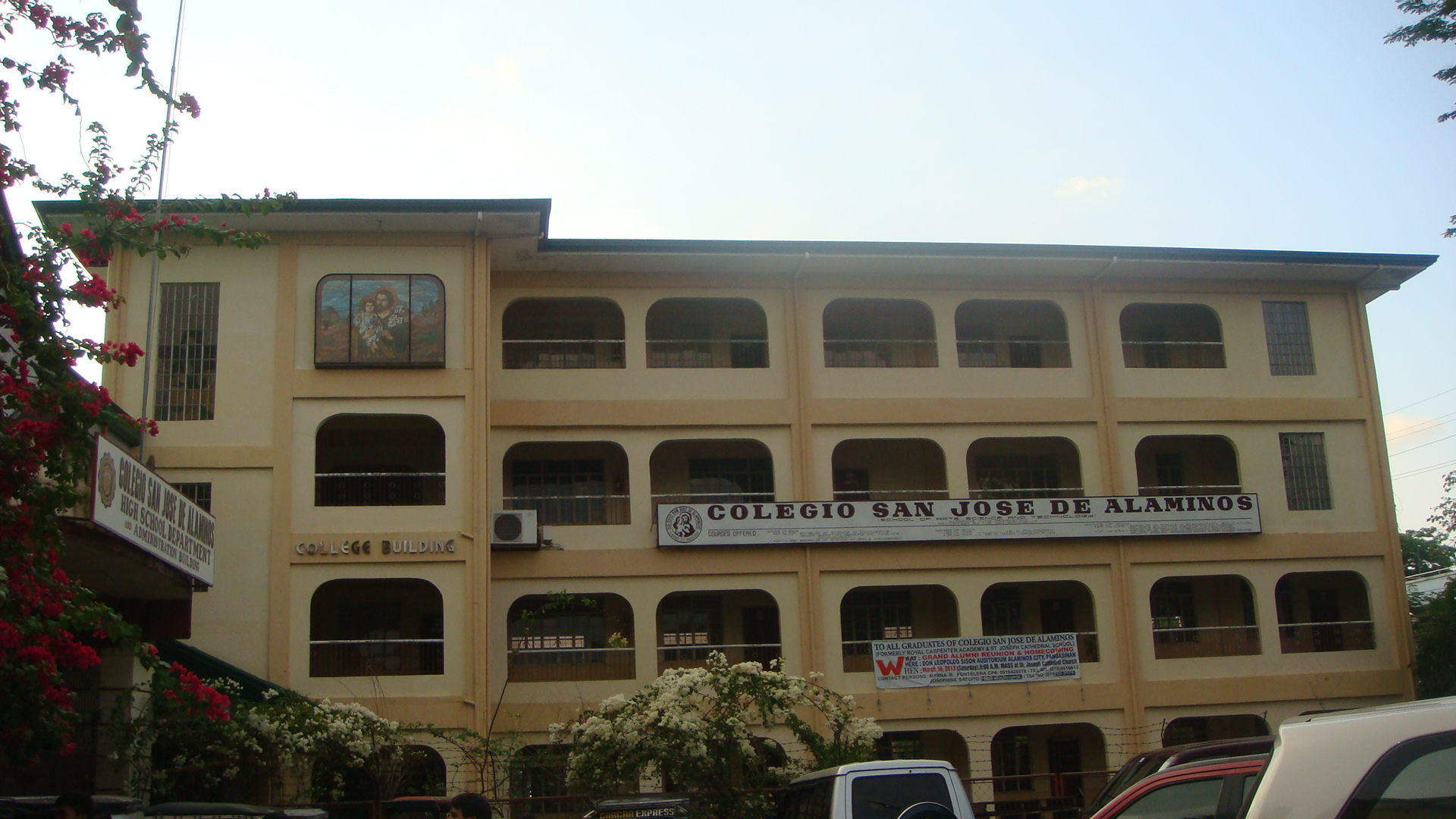
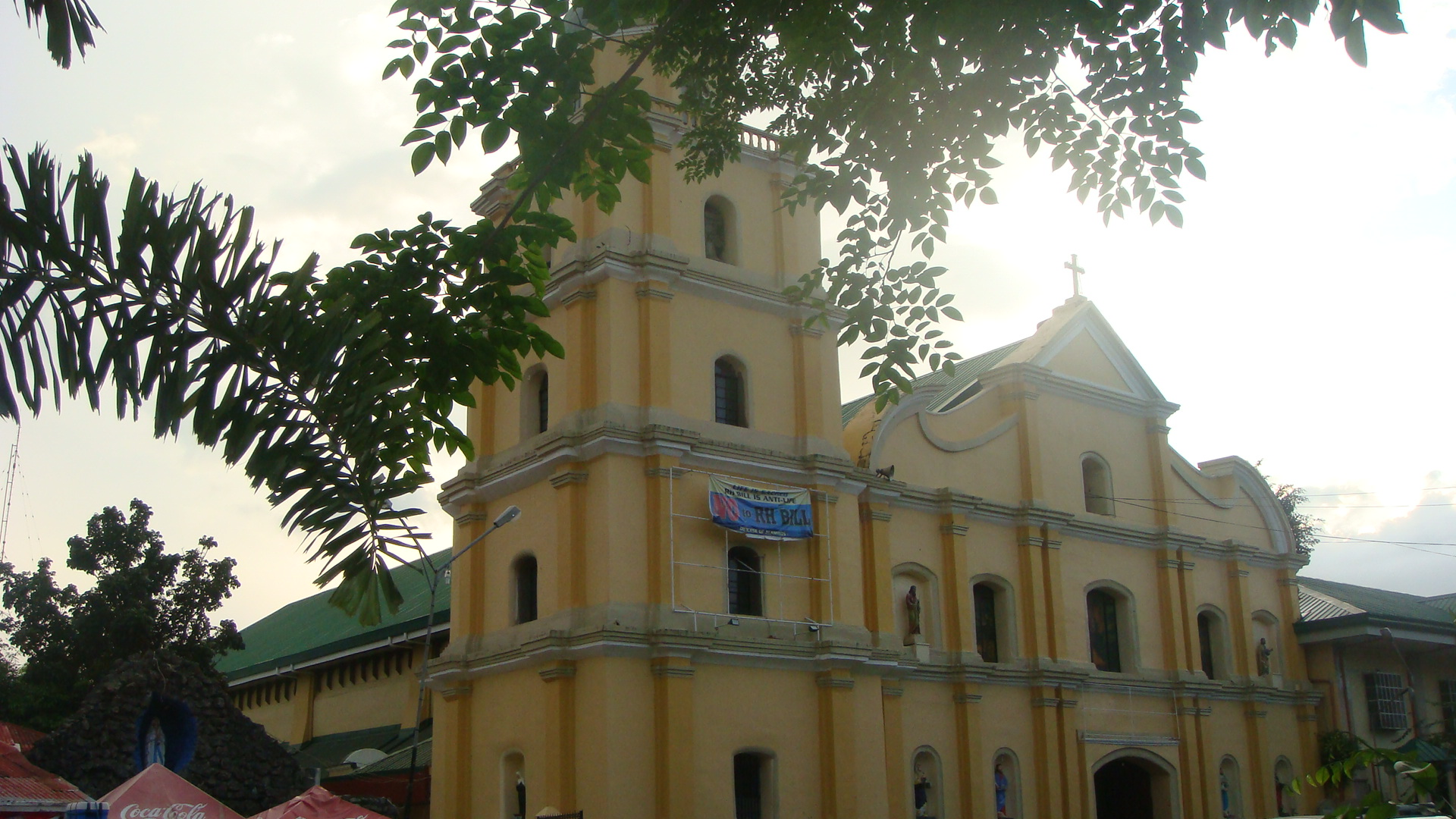
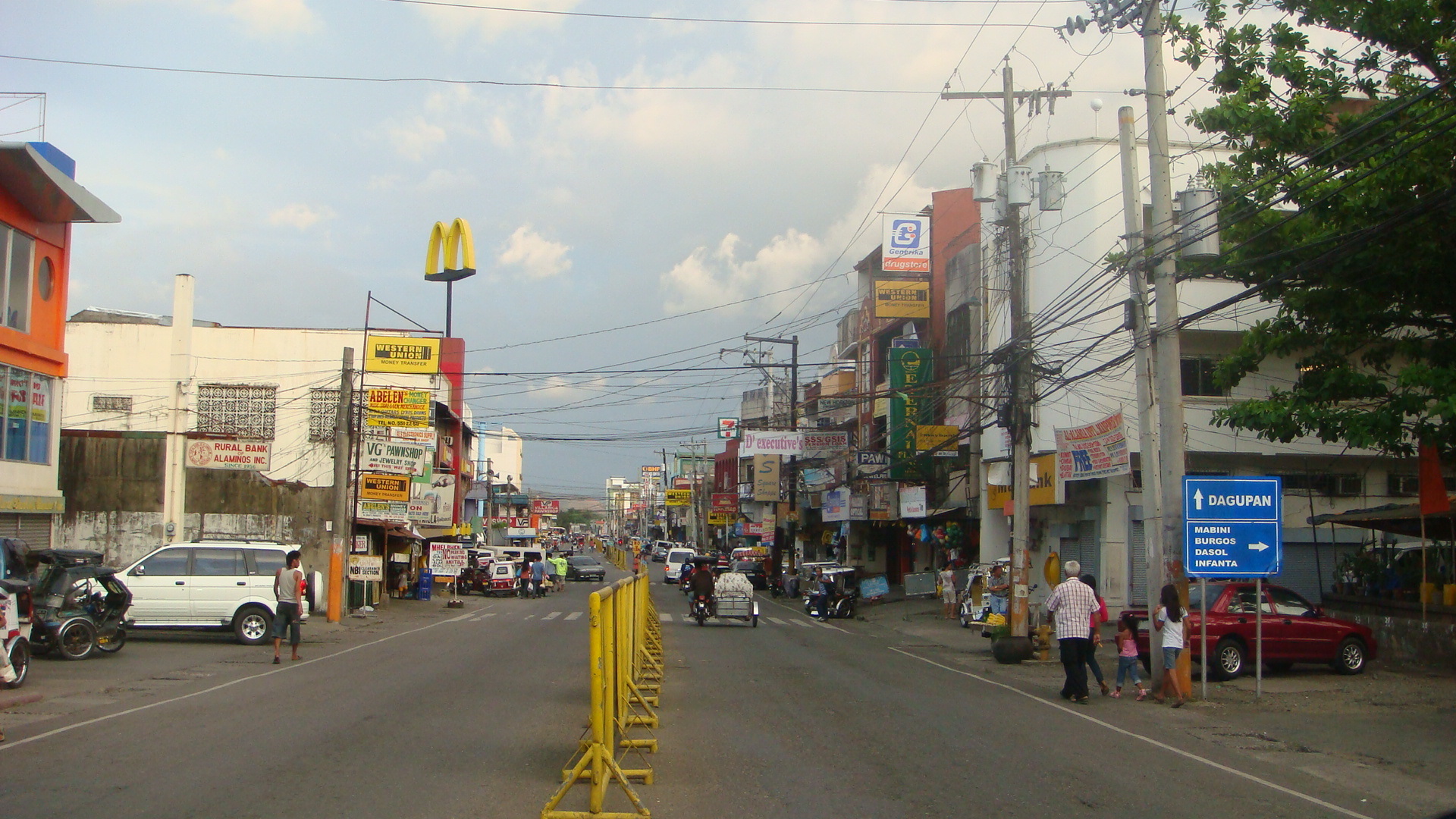